# William O'Connor
William O'Connor (n. 23 mai 1864, Pittsburgh, Pennsylvania, SUA – d. 16 ianuarie 1939, New York City, New York, SUA) a fost un scrimer american, medaliat olimpic. A participat la o ediție a Jocurilor Olimpice (1904) în care a câștigat o medalie de argint.

## Participări
Lista de mai jos prezintă principalele competiții la care a participat William O'Connor de-a lungul carierei.
- fencing at the 1904 Summer Olympics – men's singlestick[*]